# Centre Cultural Gabriela Mistral
El Centre Cultural Gabriela Mistral, Centre GAM o simplement GAM, inaugurat el 2010, és un complex situat a Santiago de Xile compost de dos edificis –més de 22 000 m²– amb «deu sales per a espectacles, assaigs, exposició i seminaris; una biblioteca i un estudi d'enregistrament; així com sales de reunió i estudi, cafeteria, restaurant i amplis patis a l'aire lliure»; aquests espais «estan disponibles per a espectacles, trobades culturals o acadèmiques, ús públic, i activitats privades o corporatives. Tots ells tenen wifi gratuït».
Va formar en una època un conjunt amb la torre de 23 pisos –l'Edifici Diego Portales–, on en els primers temps de la dictadura militar encapçalada pel general Augusto Pinochet va funcionar el Poder executiu, després el Poder legislatiu i finalment el Ministeri de Defensa. El GAM va ocupar el que va ser Centre de Convencions (13.300 m²), mentre que la torre -carrer Villavicencio 364- va seguir a les mans del Ministeri de Defensa Nacional de Xile fins a l'any 2016; el gener de 2017, Defensa va traspassar l'edifici a Béns Nacionals i la ministra del ram, Nivia Palma, va anunciar que es convertiria en un espai obert a les organitzacions de tipus cultural i social.
Començat a construir al desembre de 1971, va ser inaugurat el 3 d'abril de 1972 com a seu de la Tercera Conferència de les Nacions Unides sobre Comerç i Desenvolupament (UNCTAD). Finalitzada aquesta, va ser traspassat al Ministeri d'Educació de Xile, que el va rebatejar com a Centre Cultural Metropolità Gabriela Mistral; després del cop d'estat de l'11 de setembre de 1973 de Pinochet, va ser adaptat com a seu de la dictadura, ja que el Palacio de la Moneda havia quedat seriosament danyat per l'atac de l'aviació i els tancs.
El GAM es troba en l'Avenida Libertador General Bernardo O'Higgins 227, al costat de l'estació Universitat Catòlica del Metro de Santiago.

## Història

### UNCTAD y Centro Cultural Metropolitano

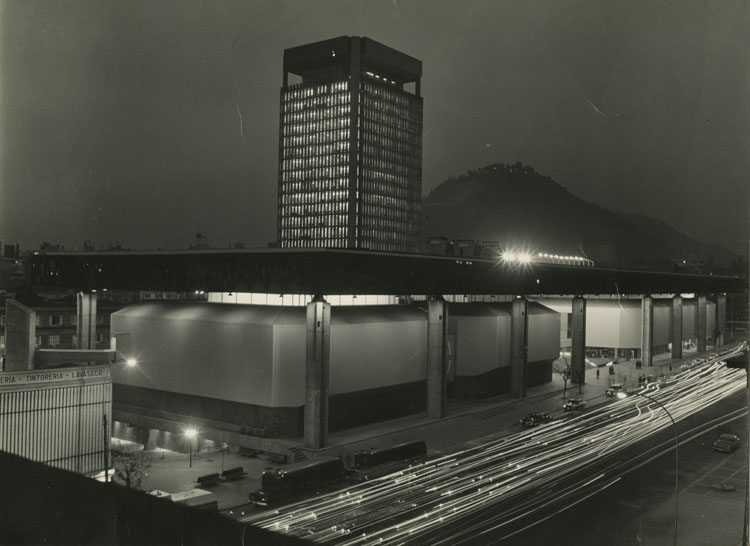
L'edifici de la UNCTAD després de ka seva inauguració.

L'edifici va ser dissenyat pels arquitectes José Covacevic, Hugo Gaggero, Juan Echenique, José Medina y Sergio González Espinoza, per allotjar la Tercera Conferència de les Nacions Unides sobre Comerç i Desenvolupament de les Nacions Unides (UNCTAD III), que es va celebrar el 1972.
El govern de Salvador Allende, que va encarregar la construcció de l'immoble, va reclutar a milers de voluntaris per a la ràpida execució de les obres, que van estar acabades en 275 dies.
Després de realitzada la Conferència, i complint amb la vocació social que va voler imprimir-li Allende, l'edifici va ser transferit al Ministeri d'Educació de Xile, passant a denominar-se «Centre Cultural Metropolità Gabriela Mistral», en honor de la poetessa Gabriela Mistral:
| «                                      | Volem que aquesta torre sigui lliurada, i així ho proposaré, a les dones i als nens xilens, i volem que aquesta placa sigui la base material del gran Institut Nacional de la Cultura […] volem que la cultura no sigui el patrimoni d'una elit, sinó que a ella tinguin accés -i legítim- les grans masses preterides i postergades fins ara, fonamentalment, els treballadors de la terra, de la usina, de les empreses o el litoral. | » |
| — Salvador Allende, 17 de maig de 1972 | |   |

### Edifici Diego Portales

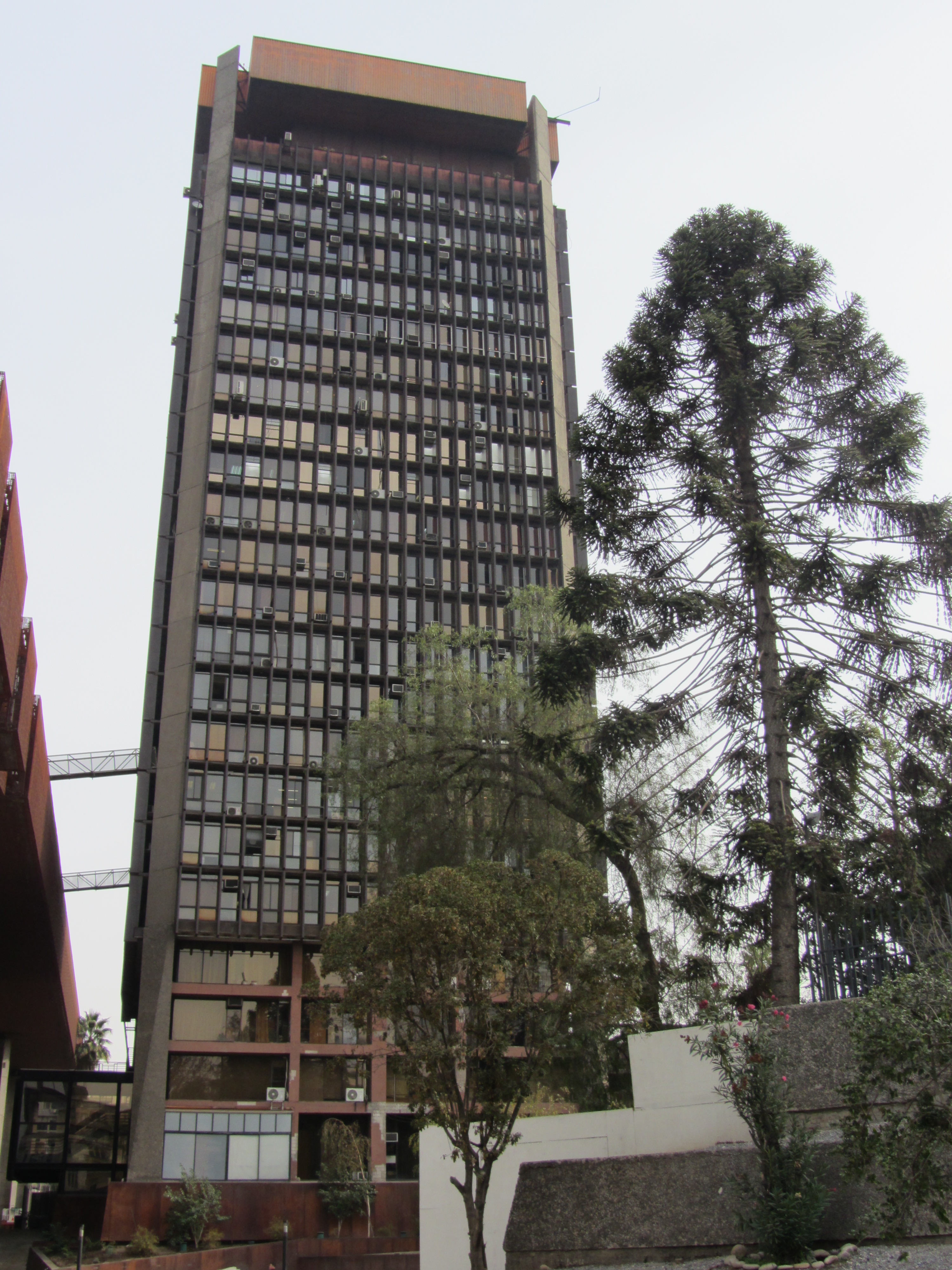
Edifici Diego Portales, 2014

Després del bombardeig i incendi del Palau de la Moneda, producte del Cop d'estat de l'11 de setembre de 1973, l'edifici es va constituir en la seu del govern. El Decret Llei núm. 190 de 10 de desembre d'aquest any va canviar el nom del complex per «Edifici Diego Portales». En aquest lloc van funcionar, des de 1973 fins a 1981, el Poder Executiu (sota l'administració d'Augusto Pinochet) i el Poder Legislatiu -conformat per la Junta de Govern-.

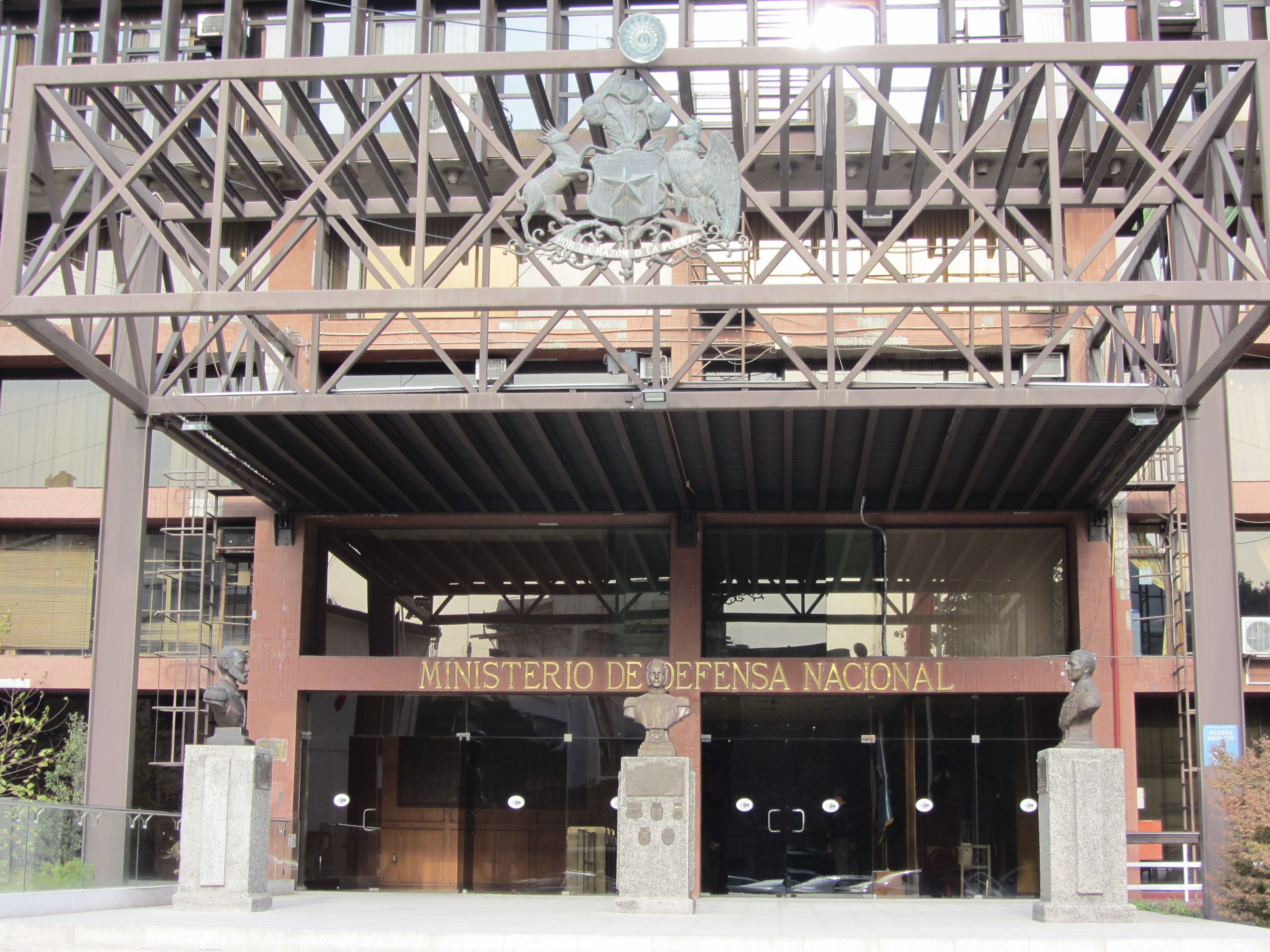
Entrada de la torre quan encara era seu del Ministeri de Defensa.

L'onze de març de 1981, quan les oficines de la presidència van tornar a La Moneda, la torre va continuar sent seu del Poder Legislatiu, exercit per la Junta de Govern, fins a la retorn a la democràcia el 1990.
Durant els tres primers governs de la Concertació (1990-2006), va ser utilitzat com a centre de conferències i convencions públiques i privades, i la torre va ser la seu del Ministeri de Defensa Nacional de Xile. La majoria dels seus departaments es van traslladar el 2007 al barri Cívico, però els 23 pisos del gratacel –carrer Villavicencio 364– van seguir a les mans del Ministeri que pensava abandonar-ho definitivament cap a la fi de l'any 2014; tanmateix, això es va concretar amb un retard de dos anys, a començaments de 2017.
Defensa va continuar ocupant la torre Villavicencio fins al 2016 i al gener de l'any següent va traspassar finalment l'edifici a BénsNacionals. La ministra del ram, Nivia Palma, va anunciar que es convertiria en un espai obert a les organitzacions de tipus cultural i social; per l'abril, Palma va informar que la decisió de concedir gratuïtament un pis complet a la Fundació Víctor Jara en l'immoble, que ha d'estar operatiu en el segon semestre de 2017. Altres organitzacions que esperaven concessions gratuïtes en aquest Edifici de la Ciutadania eren la Comissió Xilena de DD.HH., la Corporació Villa Grimaldi, la Venda Sexy, la Corporació Humanes, la Corporació del Trasplantament i la del Trasplantat, el Consell de la Infància o la Corporació Lletres de Xile, a més a més de possibles espais destinats a residències per a artistes de regions que realitzin passanties en el GAM.

#### Incendi

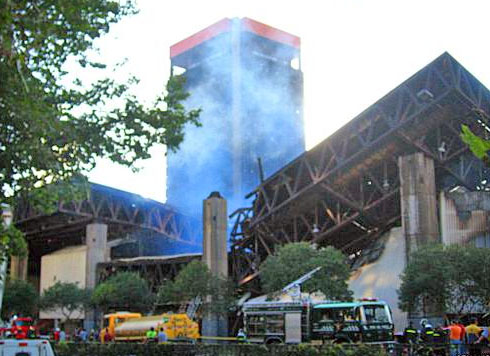
Incendi de l'edifici, 5 de març de 2006.

A les 16:45 hores del 5 de març de 2006, es va declarar un violent incendi, originat en l'ala oriental del centre de convencions, el qual va destruir un 40% de la seva estructura. El saló de plenaris va ser completament destruït, el saló blanc i blau van resultar danyats en un 25%. A més a més, va provocar l'enfonsament per entendriment de l'estructura metàl·lica del sostre, després de mitja hora de declarat el foc. L'incendi va mobilitzar 28 unitats del cos de Bombers de Santiago i va mantenir l'Alameda tancada des de Plaça Baquedano fins al Cerro Santa Lucía, a més a més de suspendre l'atenció del Metre en l'estació Universitat Catòlica, situada sota l'edifici. La columna de fum tòxic generada va ser visible des de diversos punts, mentre era desplaçada pels vents cap al sector oriental de Santiago de Xile. Finalment, l'incendi va ser controlat després d'una hora de feina.
L'informe oficial, lliurat pel cos de Bombers de Santiago, va declarar que el foc s'hauria originat per un reescalfament en la xarxa d'electricitat, la qual es trobava sense manteniment, producte de remodelatges que s'estaven realitzant en el soterrani del costat oriental. La pintura de Roberto Matta que adornava l'interior no va resultar danyada.

### Reconstrucció i naixement del nou centre cultural

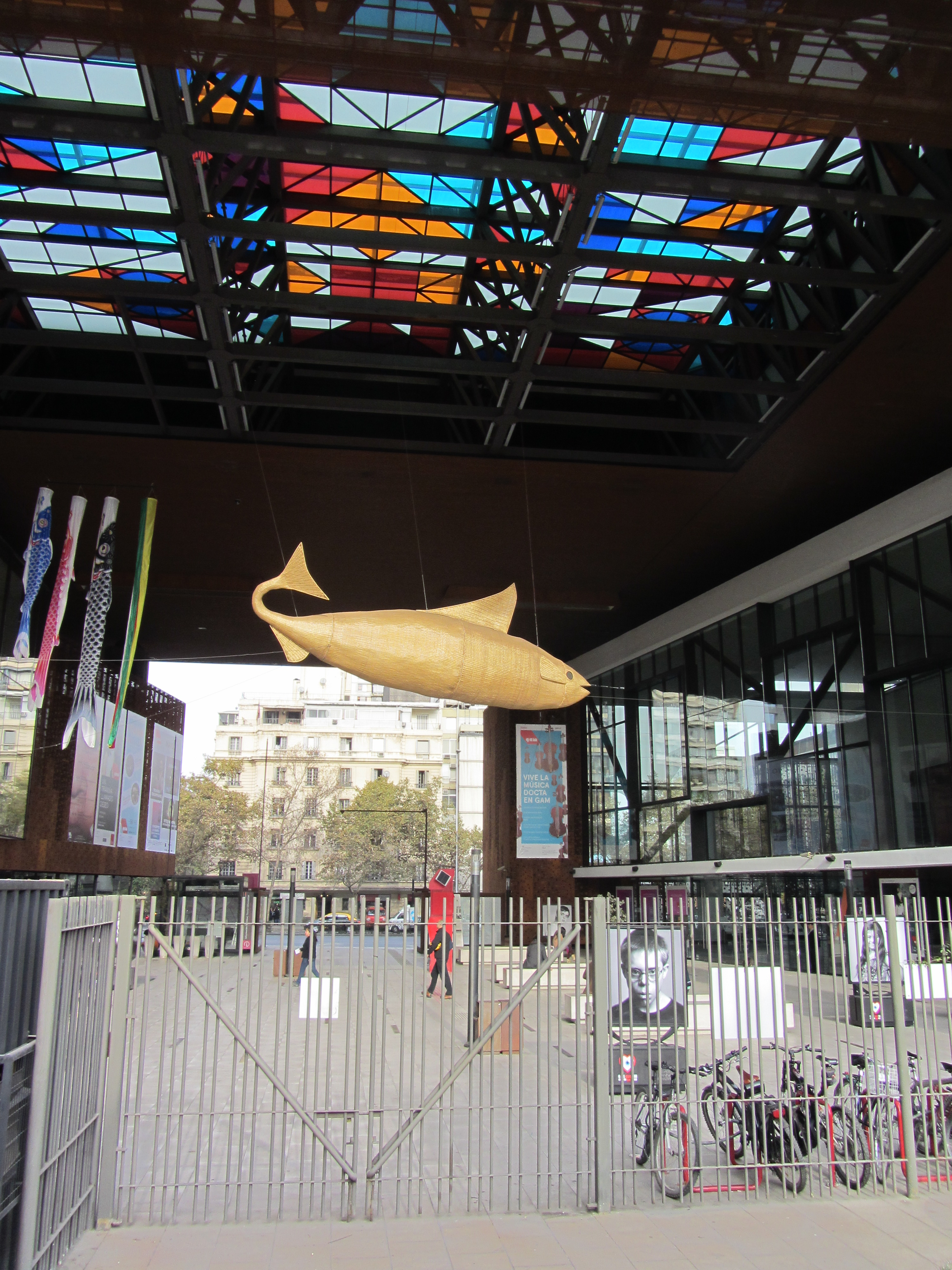
Espai que uneix els dos edificis del GAM, 2014

Una vegada extingit l'incendi, es va procedir a treure els enderrocs. La President de Xile Michelle Bachelet va ordenar la creació d'un Comitè de Ministres per a la Reconversió de l'Edifici Diego Portales, conformat pels titulars de les carteres de Ministeri de Defensa, Ministeri d'Habitatge i Urbanisme, Ministeri de Béns Nacionals i Consell Nacional de la Cultura i les Arts, per tal de decidir el destí de l'immoble.
Es va trucar a proposta pública i el 15 de desembre de 2007, vint-i-un mesos després de l'incendi, es va anunciar que havia guanyat el projecte de l'arquitecte Cristián Fernández en conjunt amb l'oficina Lateral Arquitectes.
El GAM aprofita la infraestructura del que fos Centre de Convencions tornada a interpretar pels arquitectes. Fernández proposava mantenir obert l'edifici en la seva part reconstruïda, per tal de permetre el flux de les persones que circulen pel sector, el que implicaria la sectorització de l'immoble en tres parts, a més a més de tornar-lo a donar nom com Centre Cultural Gabriela Mistral, el que es va concretar el 19 d'octubre de 2009. L'edifici seria en endavant un organisme autònom, amb una sala d'espectacles per a dues mil cinc-centes persones, una sala dedicada exclusivament a la dansa, un arxiu d'arts escèniques i una audioteca associada a una biblioteca, a més a més d'una sala d'exposició del Museu d'Art Popular Americà de la Universitat de Xile. La inauguració de la primera etapa del centre es va realitzar el 4 de setembre de 2010, dues setmanes abans de la celebració del Bicentenari de la República de Xile.

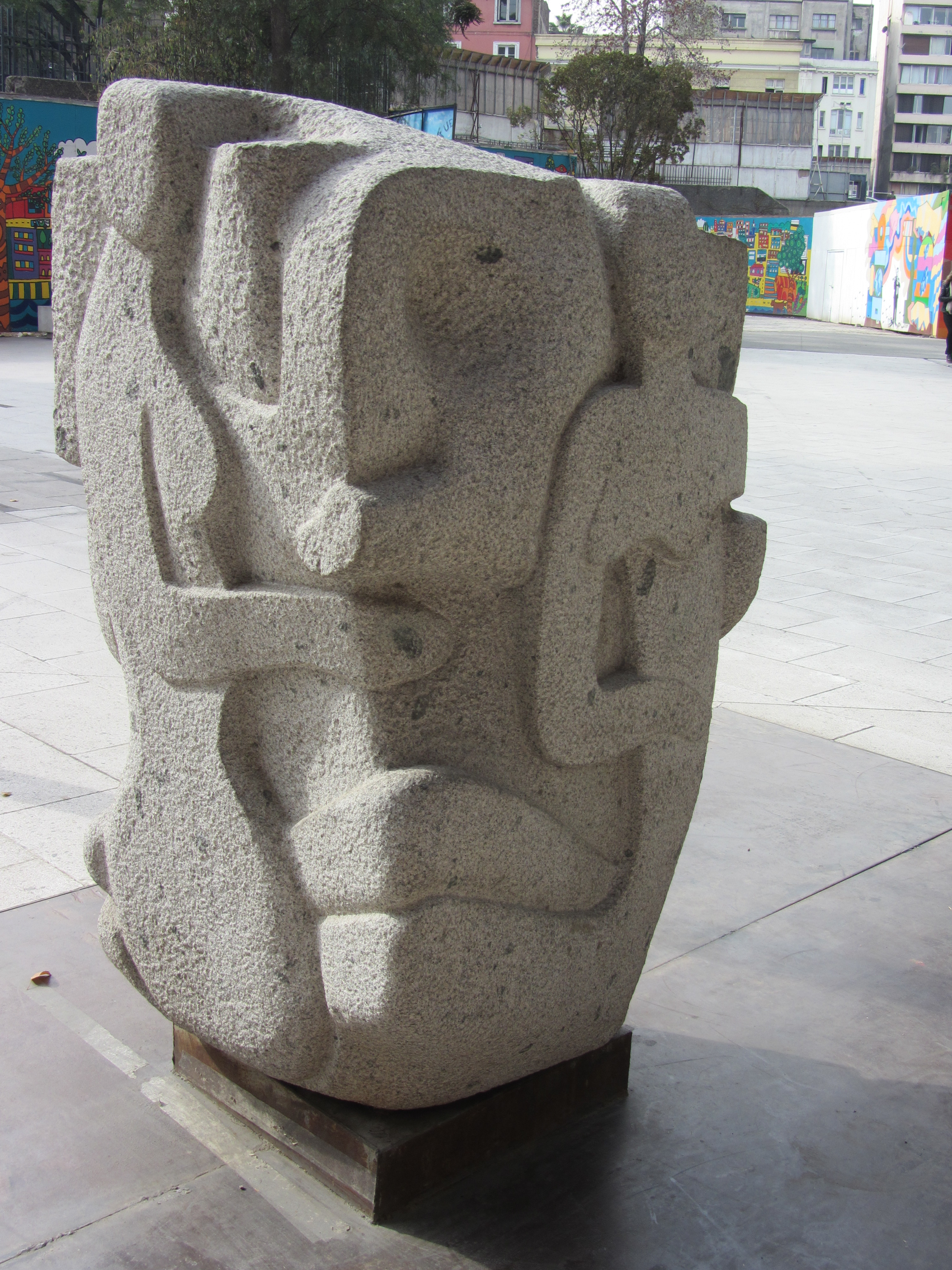
Puerta al espacio, de Samuel Román.

Va adquirir la seva actual denominació el 19 d'octubre de 2009, quan la presidenta Michelle Bachelet va promulgar la llei 20386, publicada el 27 d'octubre d'aquest any, en què es va establir que se'l anomenés amb el nom de la Premi Nobel xilena «amb la finalitat de perpetuar la seva memòria i honrar el seu nom i la seva contribució a la conformació del patrimoni cultural de Xile i de les lletres hispanoamericanes».
Com a centre cultural va ser inaugurat el 4 de desembre de 2010 i en els seus dos anys primers anys de funcionament va rebre la visita d'un milió cent mil persones.
La primera directora executiva del GAM va ser Alejandra Wood, fins que va renunciar el 30 de setembre de 2015. Una setmana més tard es va reunir el directori per definir el període de transició i va nomenar com a subrogant en el càrrec a Cristián Uribe -qui treballa en el GAM des de la seva creació com ara assessor jurídic i secretari del directori-, fins que s'escollís el nou executiu, per la qual cosa es va trucar a una convocatòria oberta. El 25 de gener de 2016 Felipe Mella va ser escollit per al lloc, que ocuparà durant quatre anys a partir de l'1 de març. Gestor cultural d'experiència, els últims 8 anys va ser a càrrec de la galeria de Santiago a Xile Balmaceda Art Joven.

## Obres d'art
La construcció de la seu de l'UNCTAD III va reunir també artistes que van realitzar obres d'art destinades a l'edifici. El projecte, coordinat per Eduardo Martínez Bonatti, integrava diverses creacions a l'arquitectura: el vitrall de Juan Bernal Ponce, a l'entrada, i les intervencions de Nemesio Antúnez i Félix Maruenda; d'altres obres, com els grans peixos de vimet sobre el casino, d'Alfredo Manzano, els dos quadres de Roberto Matta, o les escultures de Sergio Mallol i Federico Assler, es van incorporar com a elements decoratius per a l'interior i exterior. En un principi, existien senyals dissenyats especialment per poder fer un recorregut de totes les instal·lacions. Però quan el complex es va convertir en seu de la Junta de Govern de Xile (1973) encapçalada pel general Augusto Pinochet, moltes de les obres van ser retirades i algunes es van perdre, com les de José Balmes, Mario Carreño, Guillermo Núñez, Mario Toral], Eduardo Vilches; va desaparèixer també un mural de dos metres d'alçada i set d'ample fet per les brodadores d'Isla Negra.

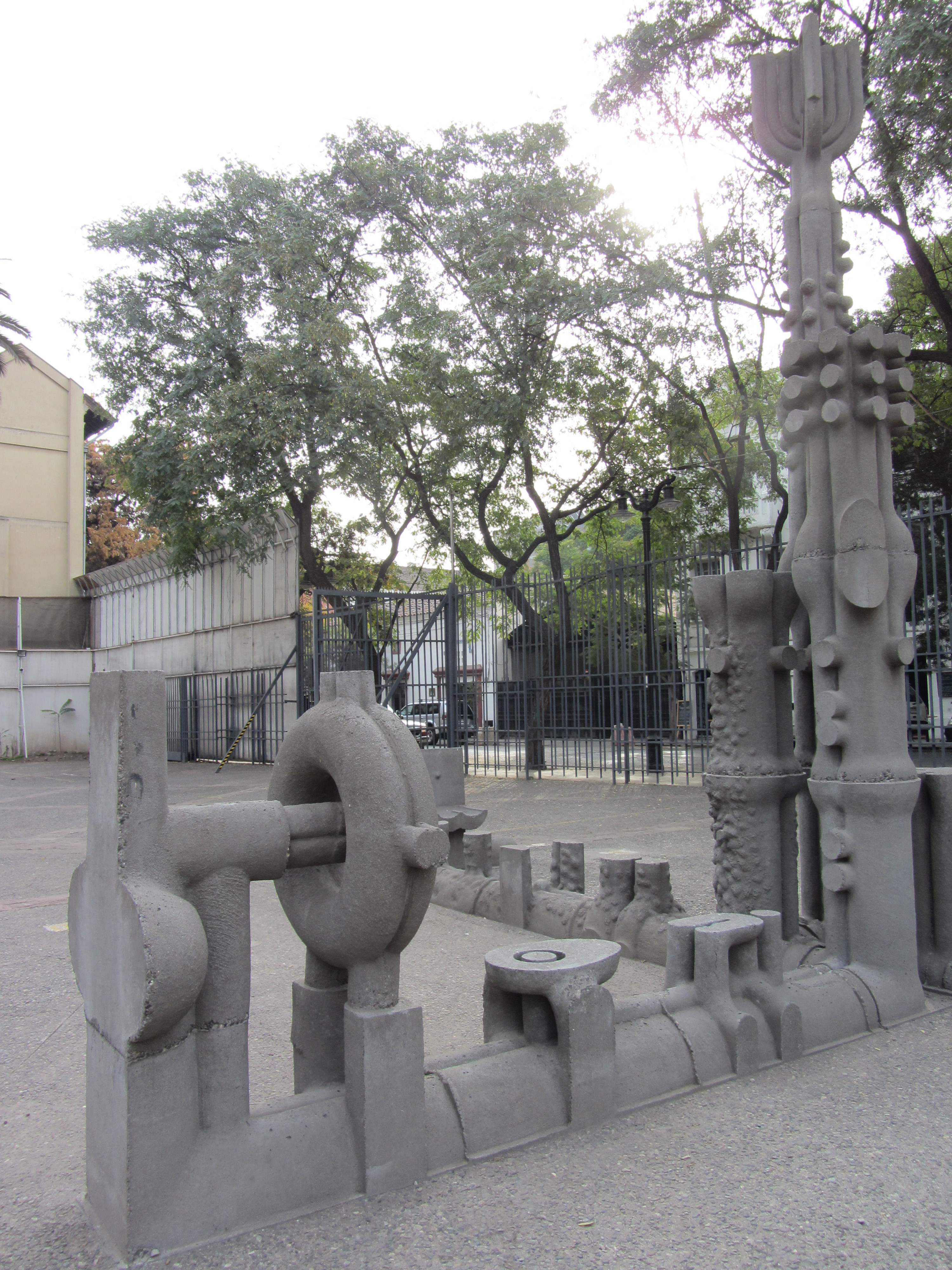
Federico Assler - Escultura en la plaza de su nombre.

A començaments de la segona dècada del segle xxi, al setembre de 2010, el Centre Gabriela Mistral va aconseguir «rescatar i integrar a la seva nova arquitectura onze d'aquestes obres originals, les que han estat restaurades i situades en els nous espais». Entre les obres recuperades estan les escultures de Sergio Mallol, Sergio Castillo Mandiola, Marta Colvin, Samuel Román ; també s'ha restaurat la porta de fusta, coure i alumini fos de Juan Egenau, que dona com a accés a una de les sales d'exposicions, i es va refer el vitrall de Bernal, que ara cobreix la plaça que uneix els dos edificis del GAM. També es van reinstal·lar els poms de portes de Ricardo Mesa, els llums de Ramón López, el mural de José Venturelli i els abeuradors de Luis Mandiola.
El 2013 es va reobrir la plaça Federico Assler, amb el seu conjunt escultural de formigó armat la part central el qual té cinc metres d'alt; des d'aquí es desprenen quatre braços de més de tres metres de llarg. Com va dir el autor, Premi Nacional d'Art de Xile 2009: «és una obra no solament per mirar-la, sinó per seure en ella, per ocupar-la».

## Galeria

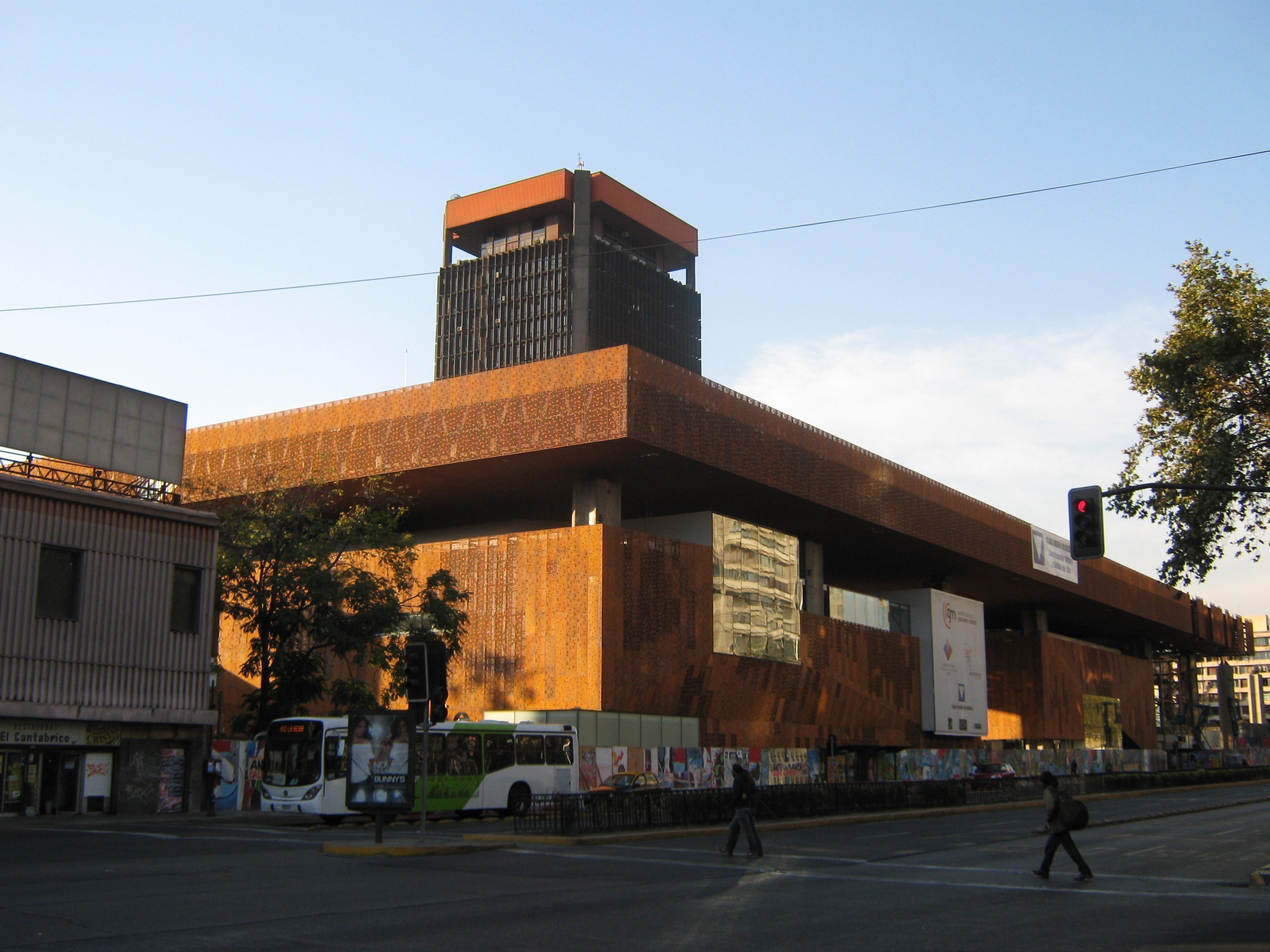
Centro Cultural Gabriela Mistral
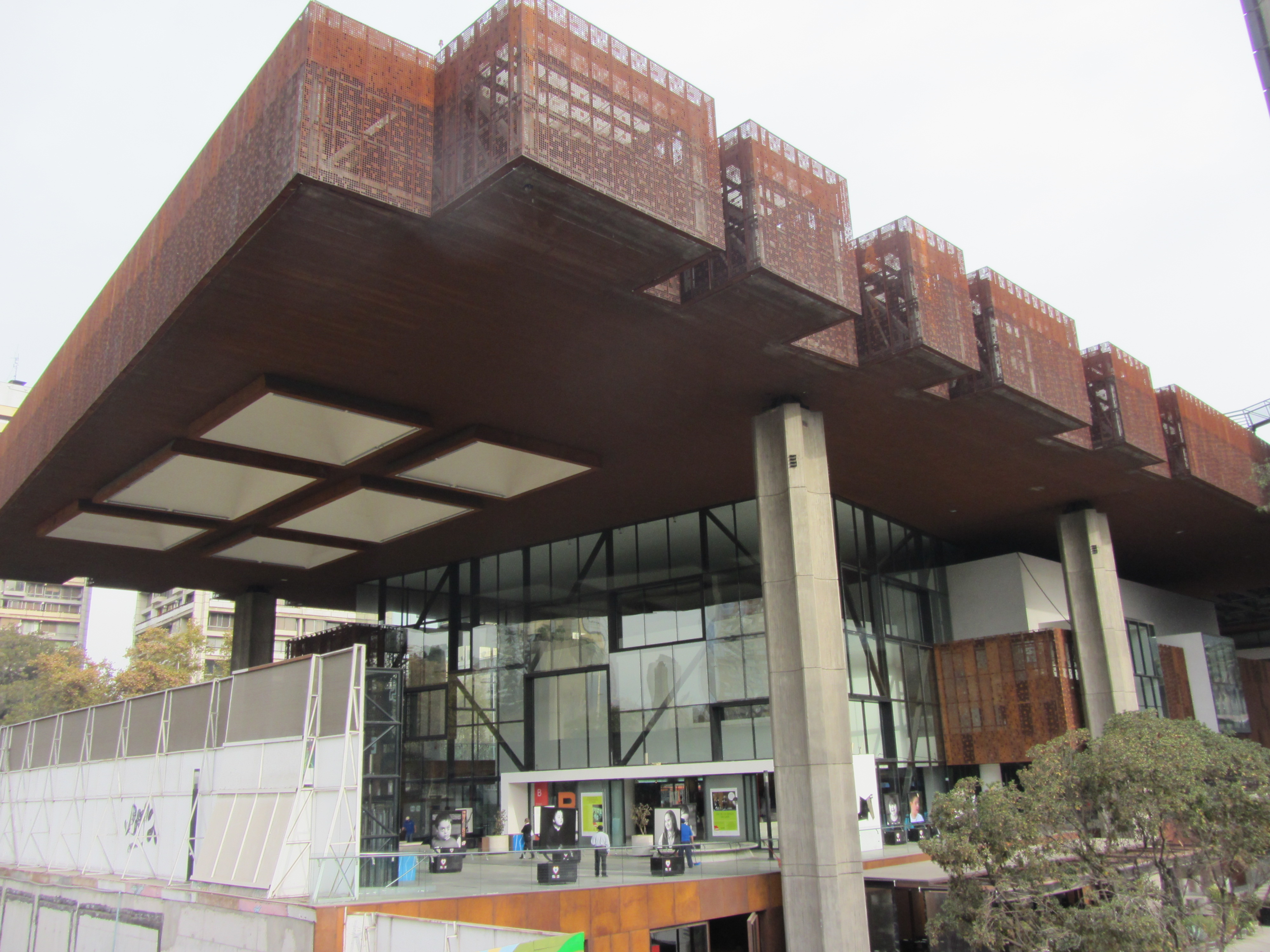
Entrada costado oriental
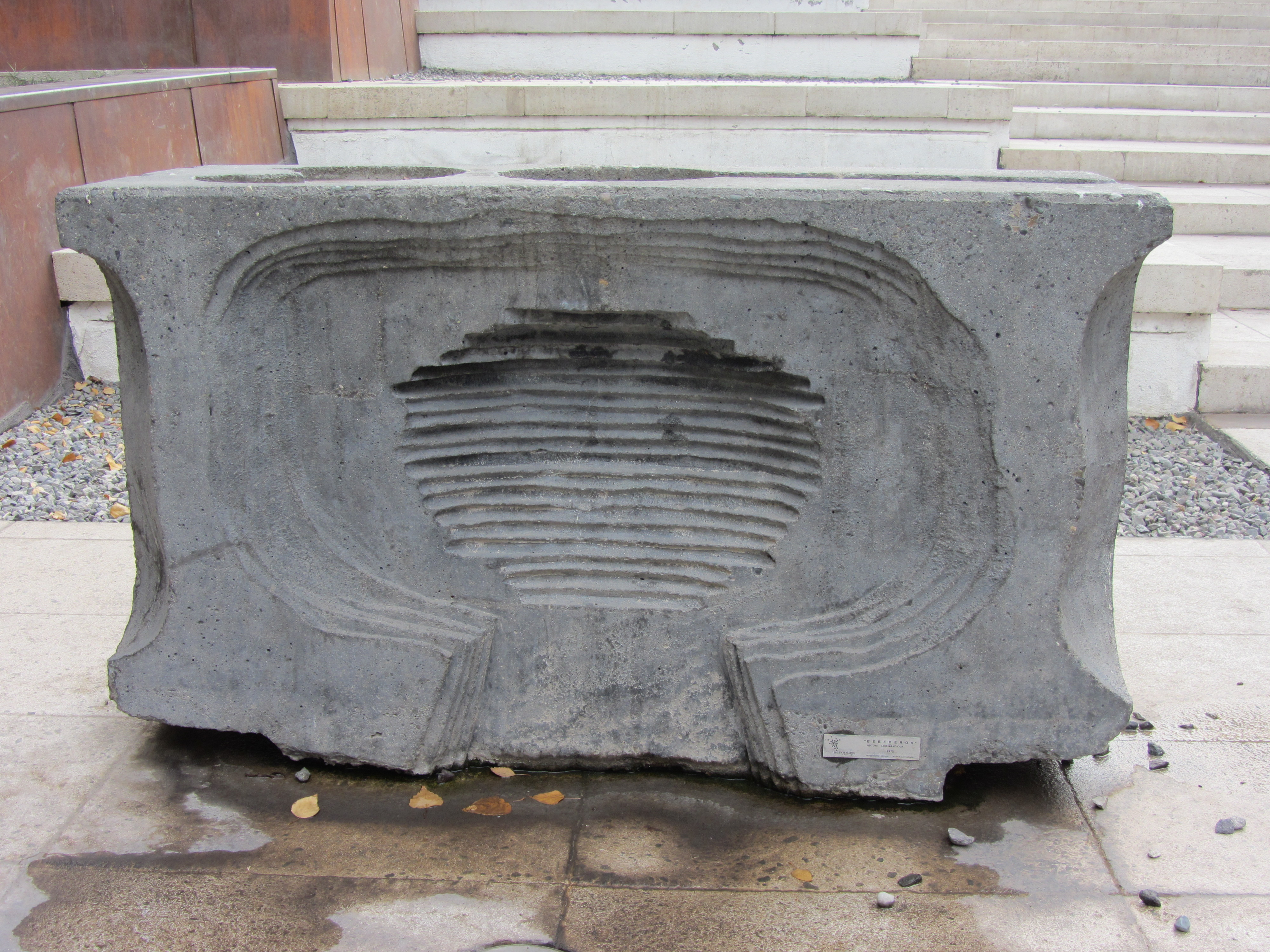
Bebederos, de Luis Mandiola
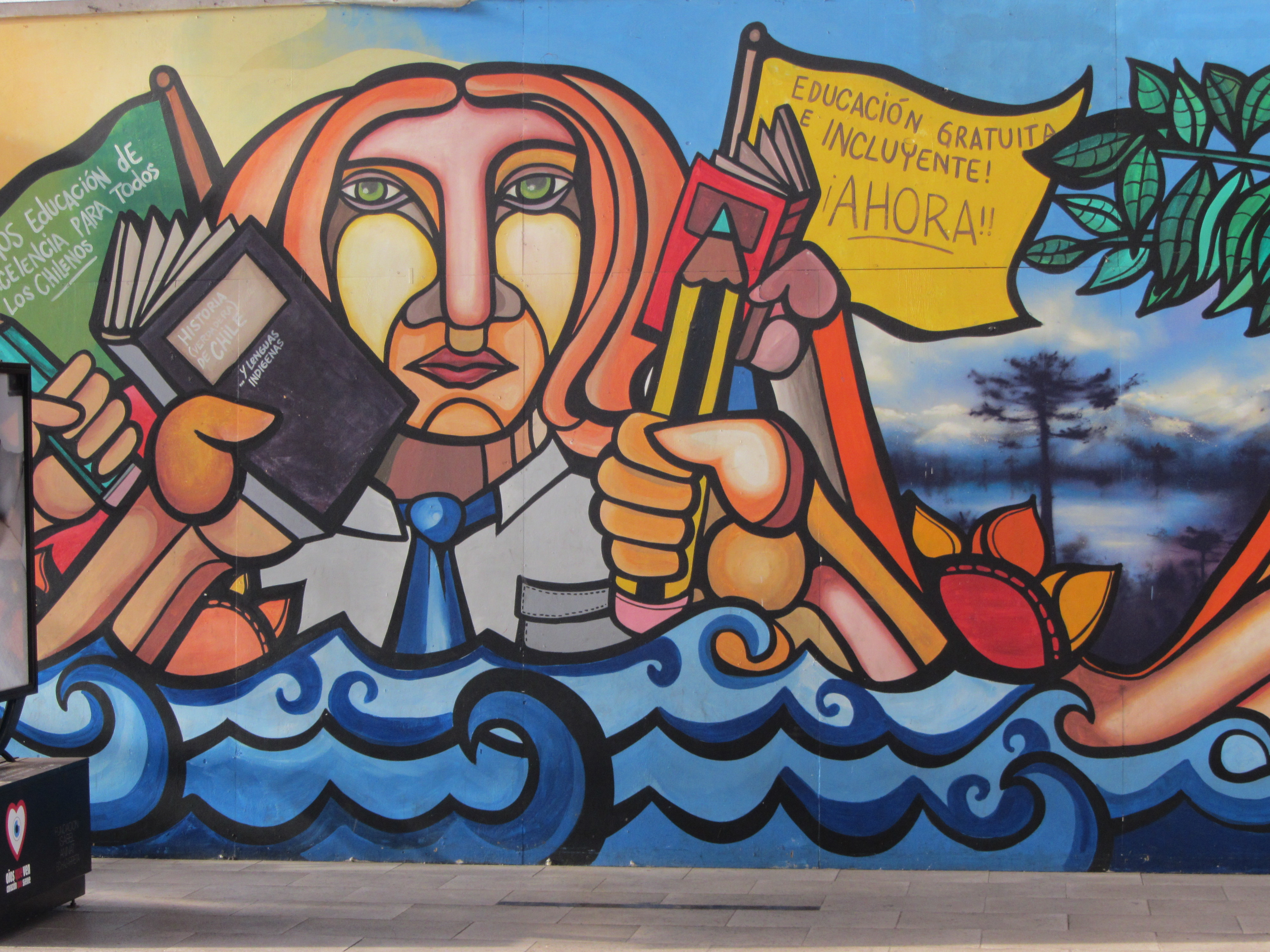
Brigada Ramona Parra
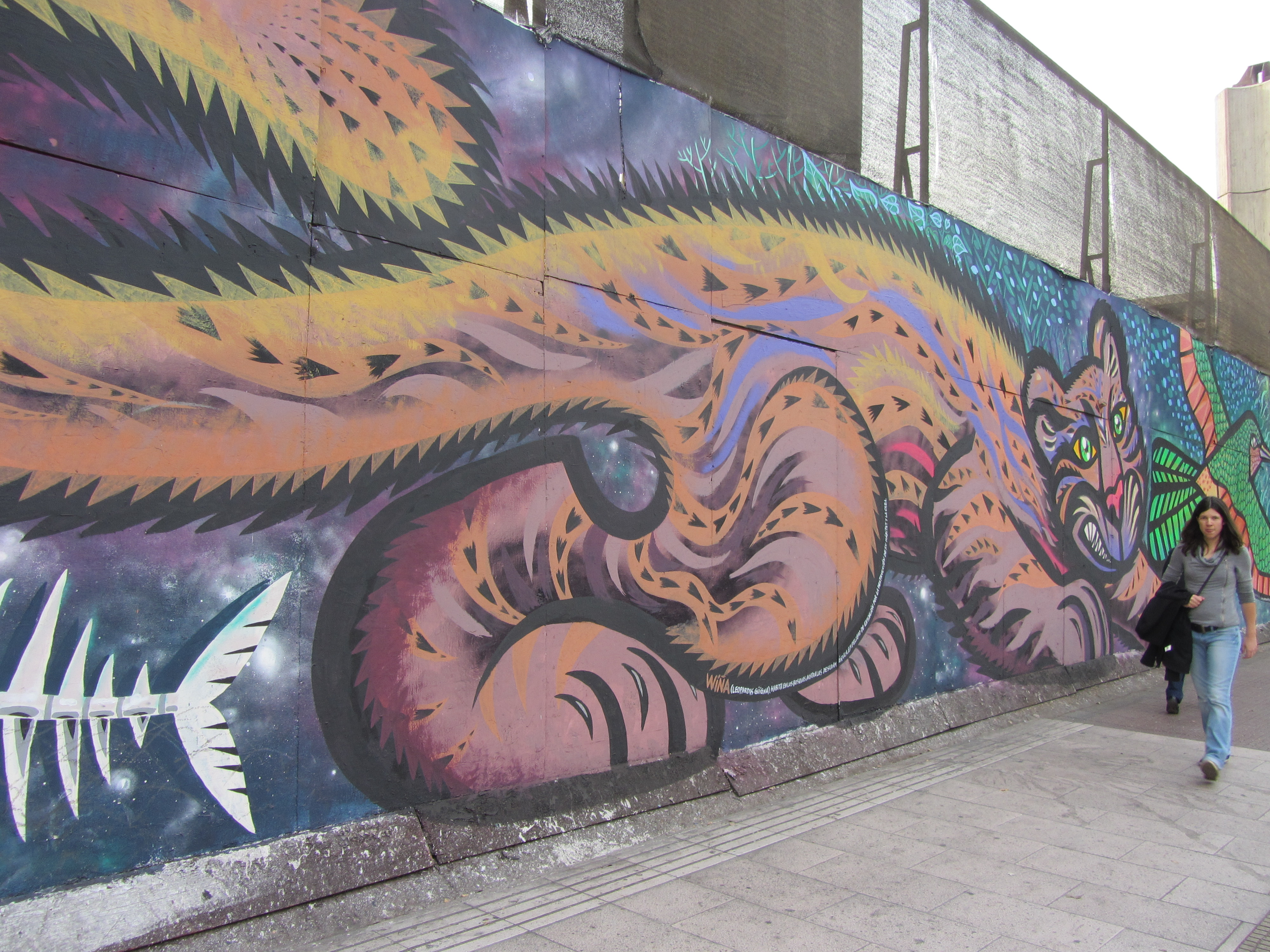
Tierra de gigantes, de la Brigada Negotrópica
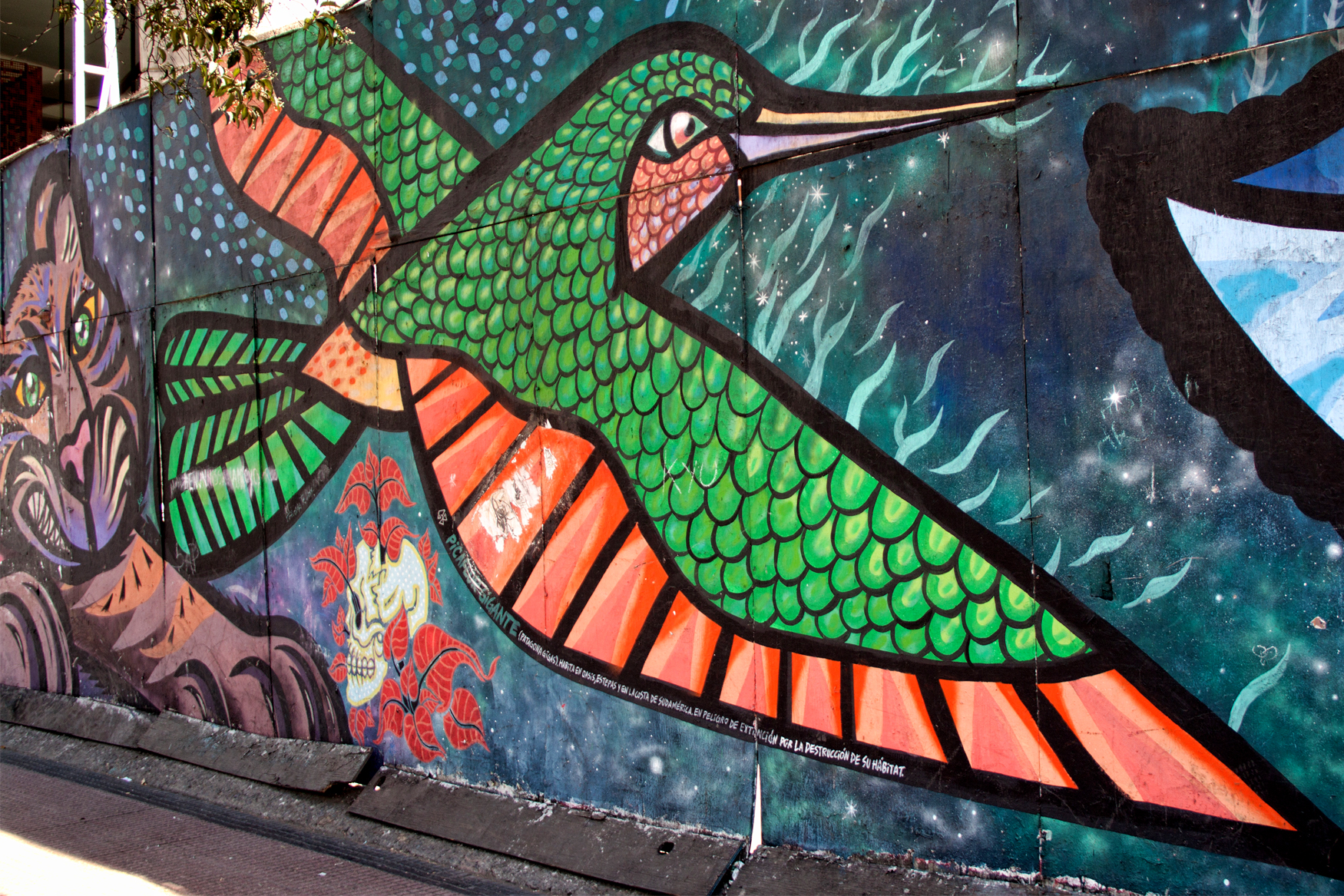
Brigada Negotrópica
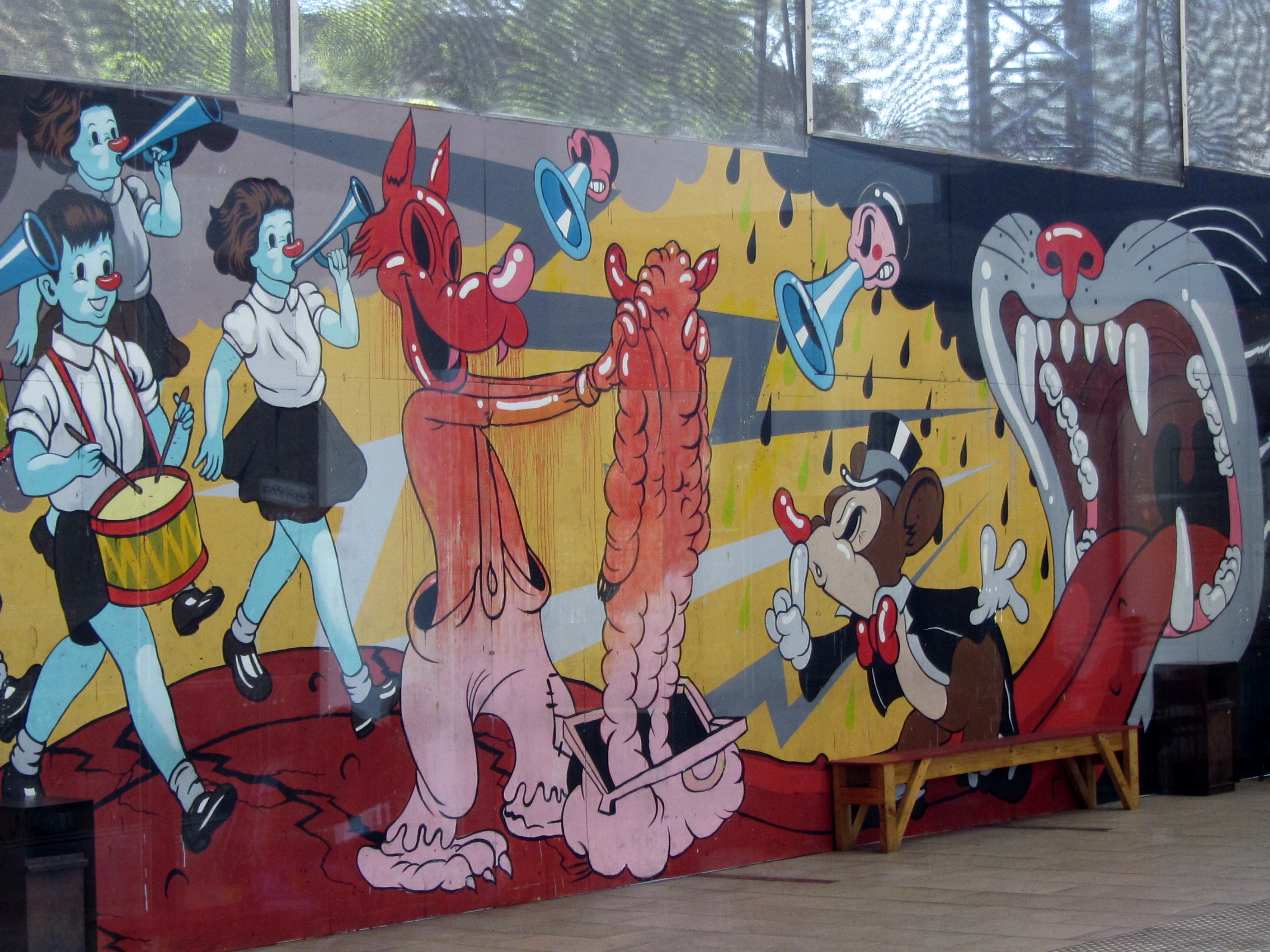
Víctor Castillo. Futuro esplendor
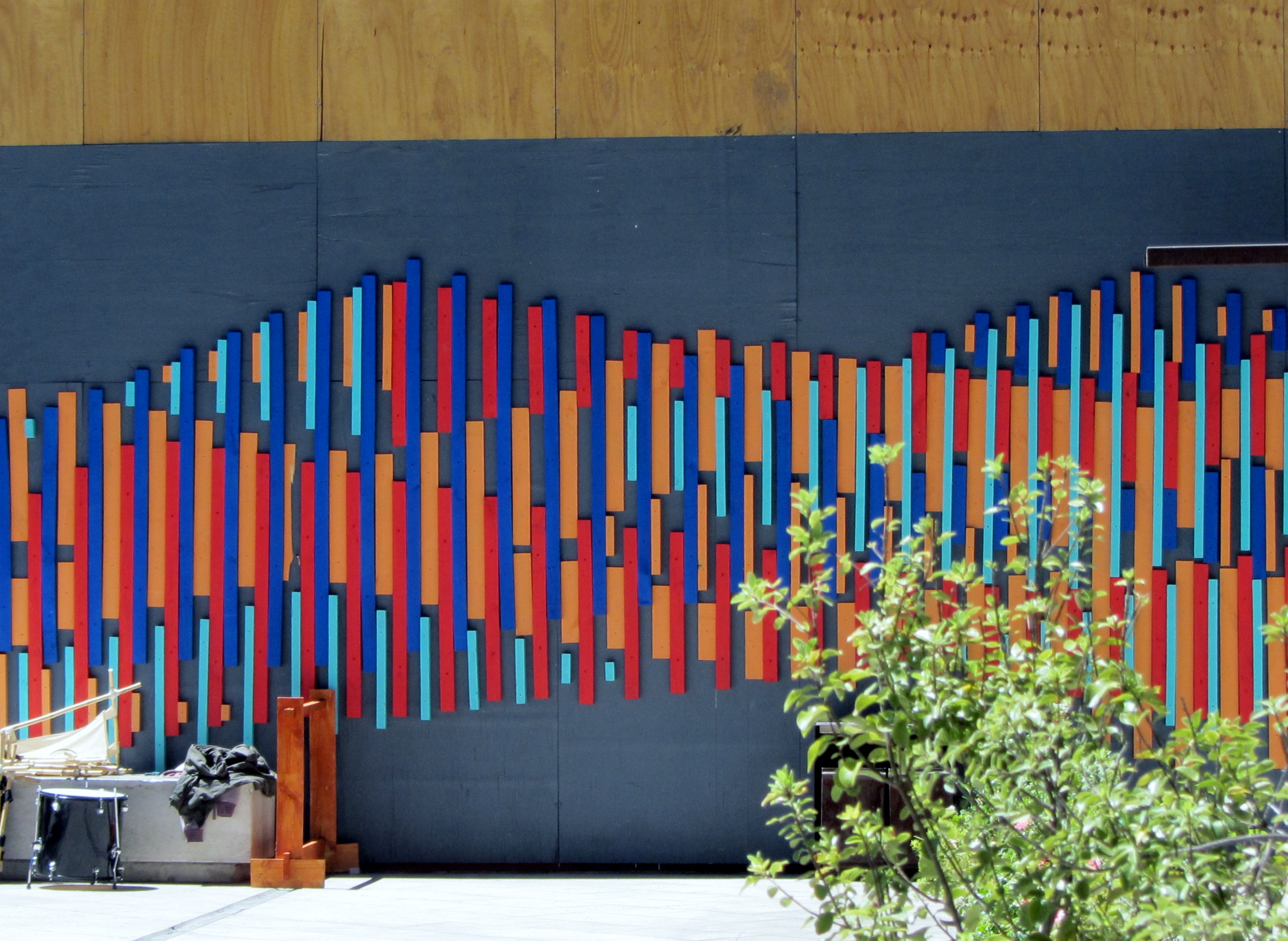
Mural de Sol Guillón
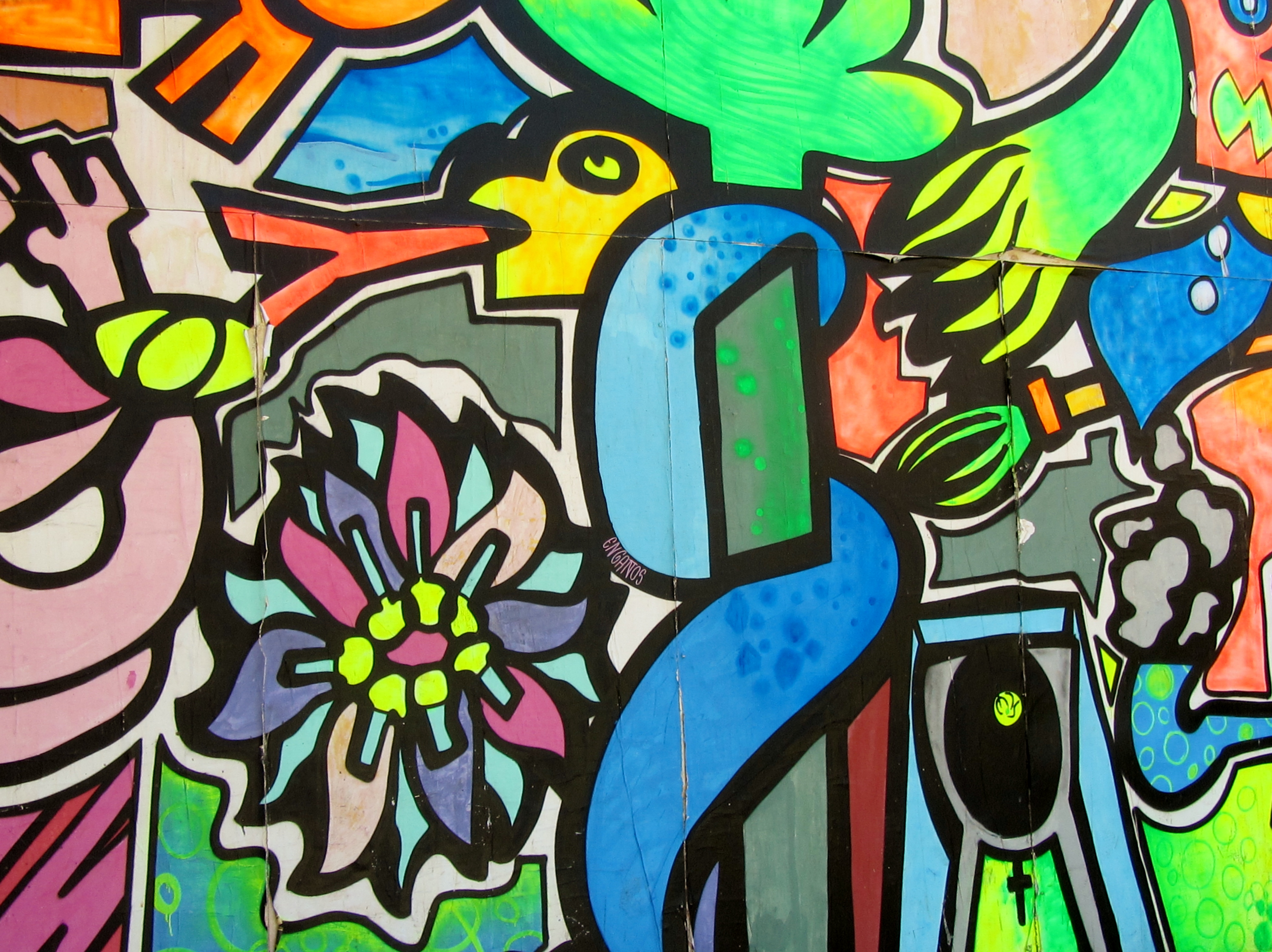
Andrés García & Ohanas Crew. Cambiarnos con sociedad
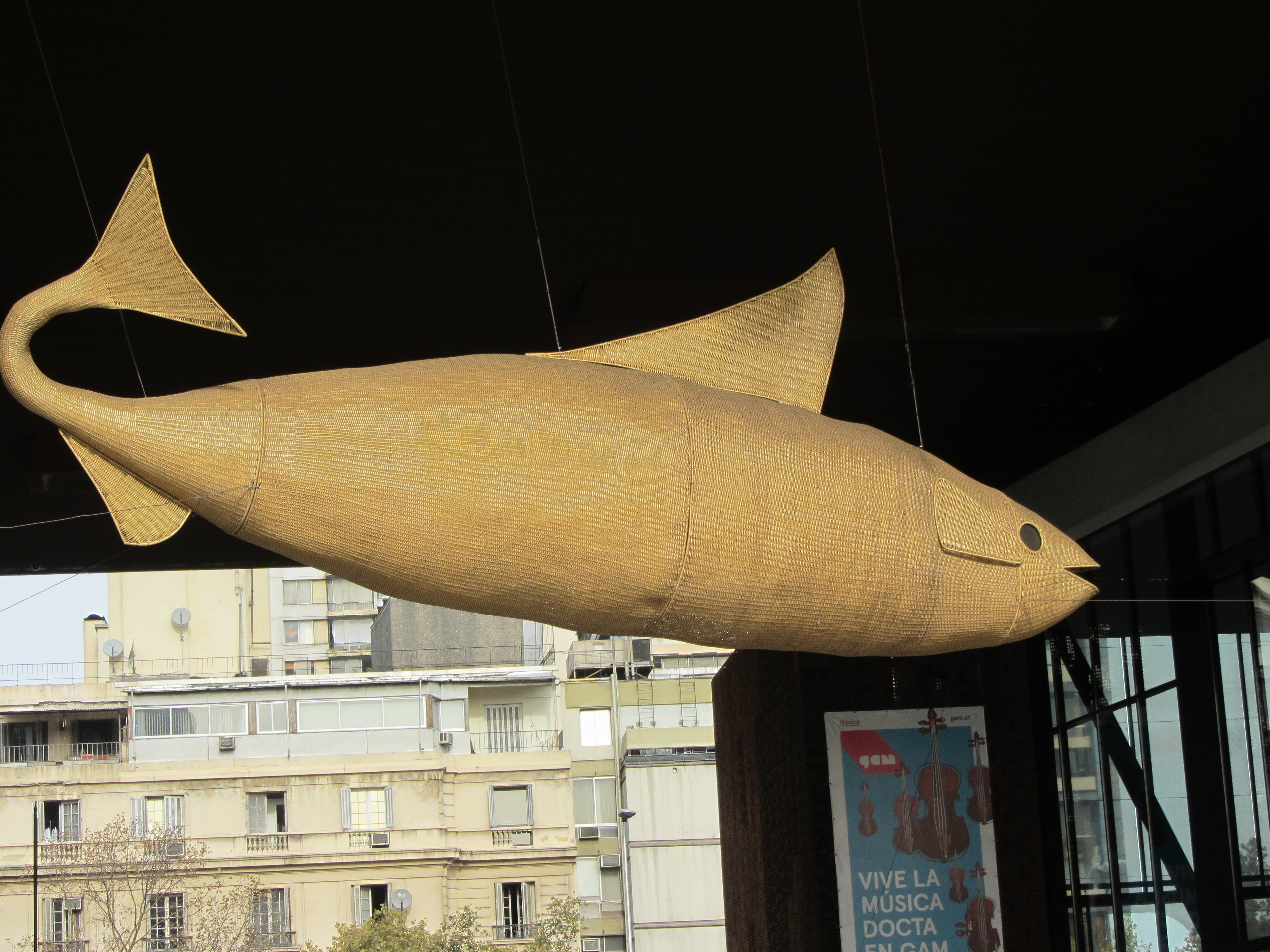
Pez de mimbre de Alfredo Manzano
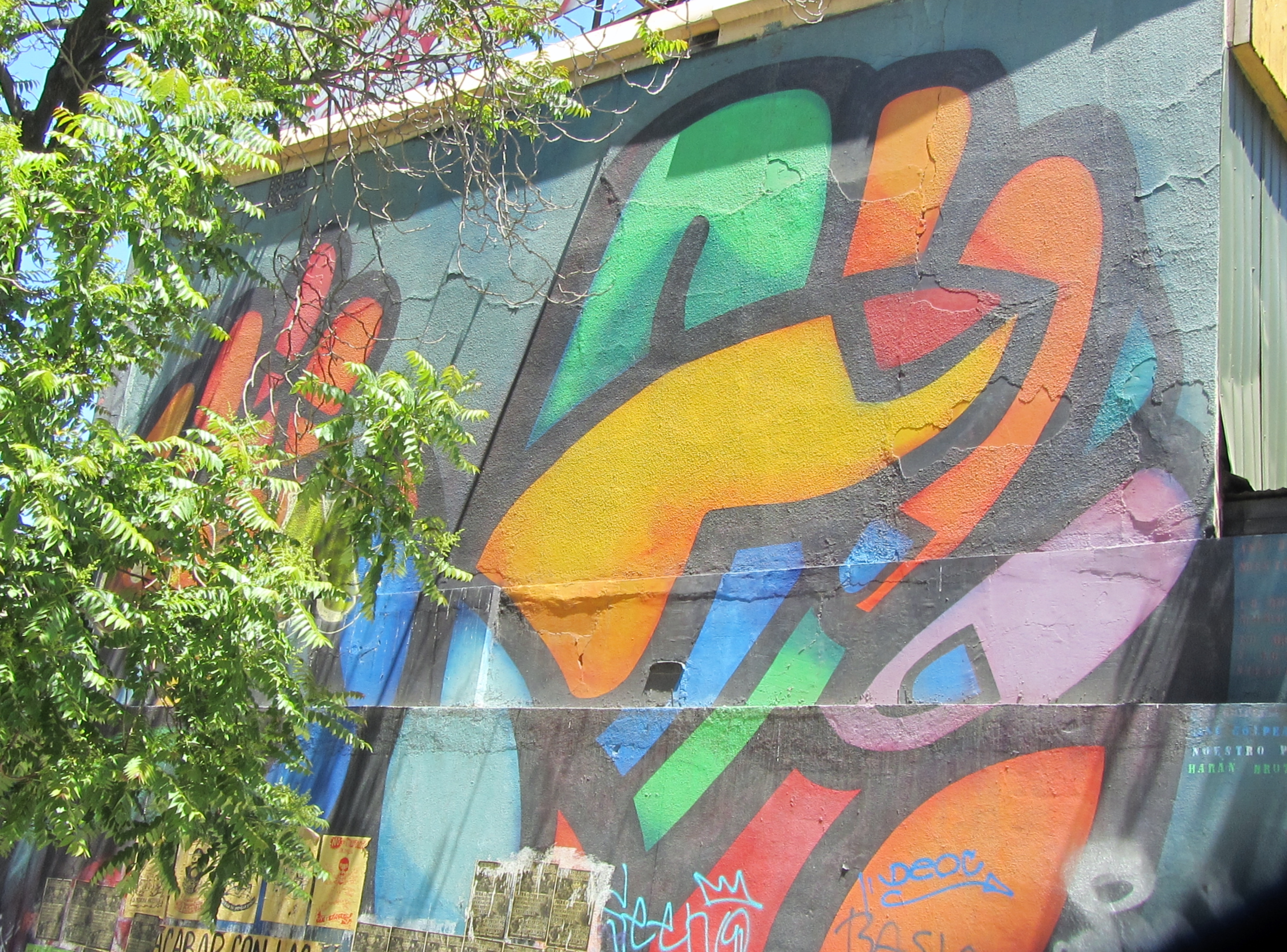
Saludo a la historia, d'Alejandro González.
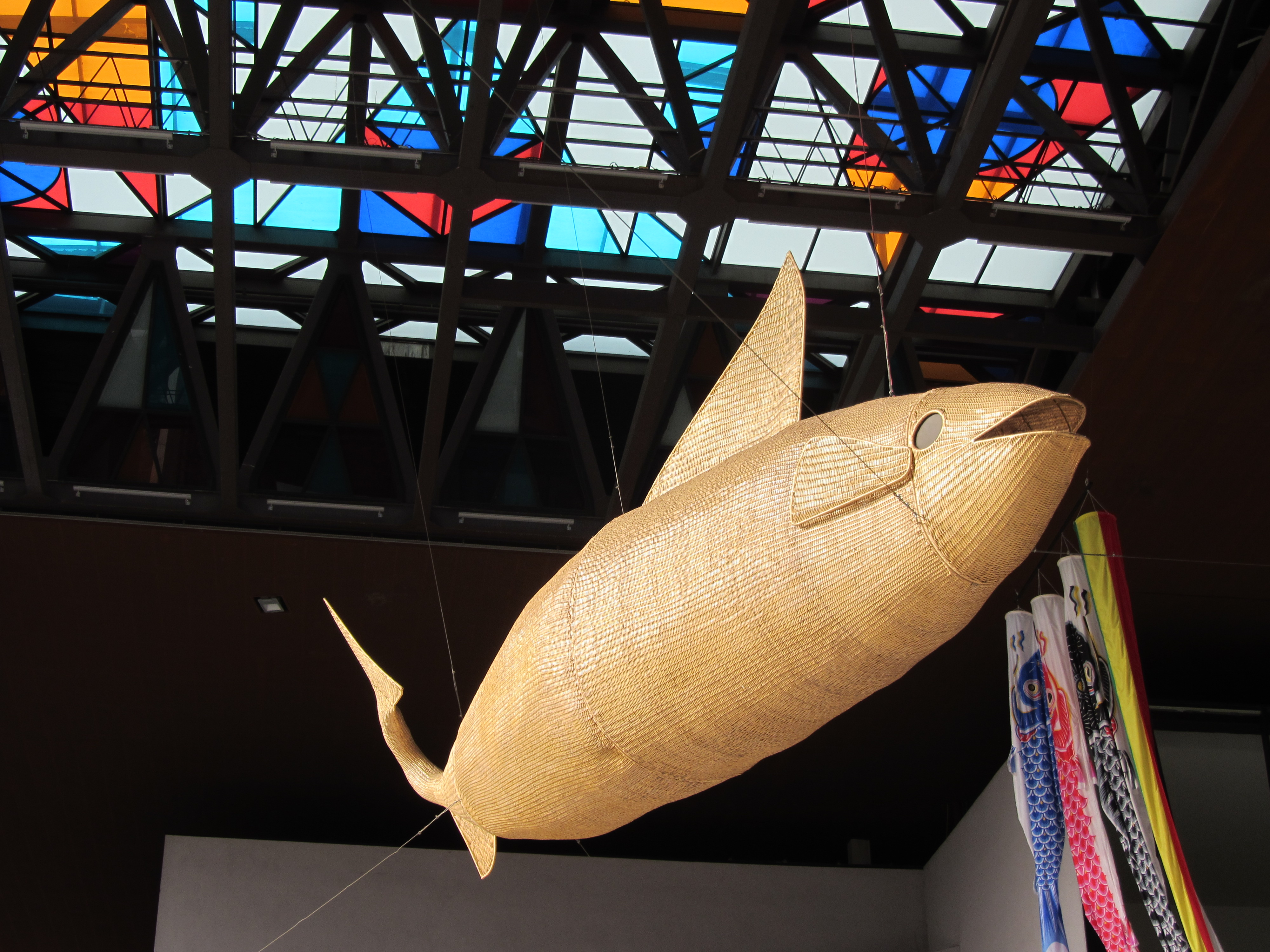
Pez de Manzano y vitral de Juan Bernal Ponce.